# Grecja na Zimowych Igrzyskach Olimpijskich 1948
Grecję na Zimowych Igrzyskach Olimpijskich 1948 reprezentował 1 sportowiec w jednej dyscyplinie.

## Narciarstwo alpejskie
Mężczyźni
| Zawodnik        | Konkurencja | Czas   | Pozycja | Źródło |
| --------------- | ----------- | ------ | ------- | ------ |
| Fotis Mavriplis | Zjazd       | 5:39,1 | 101.    | [ 1 ]  |

| Zawodnik        | Konkurencja | Zjazd  | Zjazd  | Slalom      | Slalom      | Slalom      | Slalom | Średnia punktów  | Pozycja          | Źródło |
| Zawodnik        | Konkurencja | Zjazd  | Zjazd  | Czasy       | Czasy       | Suma czasów | Punkty | Średnia punktów  | Pozycja          | Źródło |
| Zawodnik        | Konkurencja | Czas   | Punkty | 1. przejazd | 2. przejazd | Suma czasów | Punkty | Średnia punktów  | Pozycja          | Źródło |
| --------------- | ----------- | ------ | ------ | ----------- | ----------- | ----------- | ------ | ---------------- | ---------------- | ------ |
| Fotis Mavriplis | Kombinacja  | 5:39,1 | 90,46  | DNS         | DNS         | DNS         | DNS    | Nieklasyfikowany | Nieklasyfikowany | [ 2 ]  |